# Macroanel Rodoviário Paulista
 (juillet 2023).
Le Macroanel Rodoviário Paulista est un complexe routier national conçu pour éliminer de la région métropolitaine de São Paulo un énorme flux quotidien de voitures, de camions et d'autobus qui n'ont de destination dans aucune ville de la région, mais doivent actuellement traverser cette région et ses autoroutes pour atteindre leurs destinations, aggravant ainsi le trafic naturel déjà intense dans la région.
Le Macroanel vise à relier directement les régions de São Paulo de grand intérêt dans la région métropolitaine de Baixada Santista (et le port de Santos ), l' intérieur de São Paulo (dans les villes de Sorocaba et Campinas ) et la vallée de Paraíba. Actuellement, tout le trafic de véhicules en provenance de l'intérieur de São Paulo, de la vallée de Paraíba et également des États de Minas Gerais, Rio de Janeiro, ainsi que des États de la région Centre-Ouest du Brésil, qui sont destinés à Baixada Santista et au port de Santos, doit nécessairement traverser le Grand São Paulo, ce qui aggrave encore le trafic local déjà problématique.